# Praia da Alagoa
Die Praia da Alagoa ist ein Sandstrand in der portugiesischen Gemeinde (Freguesia) von Altura, Kreis Castro Marim, an der Algarve. 
Der auch als Praia de Altura bekannte Strand ist Teil des Küstenabschnitts Baía de Monte Gordo (dt.: Bucht von Monte Gordo) und grenzt im Westen an die Praia da Lota sowie im Osten an die Praia Verde. Er wurde 2012 von der portugiesischen Umweltschutzorganisation Quercus für seine unbelastete, natürliche Wasserqualität ausgezeichnet.
Zwischen der Ortschaft Altura und dem Strand liegen Dünen und ein mit Pinien und Zistrosen bewachsener Grünstreifen. Am ruhigen Strand werden Sonnenschirme und Boote verliehen, auch Windsurfen und Segeln wird hier betrieben. Dazu werden hier Wettbewerbe des Freiwasserschwimmen ausgerichtet.